# Nadija Baranowa
Nadija Andrijiwna Baranowa, ukr. Надія Андріївна Баранова (ur. 5 lipca 1983 w Czernihowie, Ukraińska SRR) – ukraińska piłkarka, grająca na pozycji bramkarza, reprezentantka Ukrainy.

## Kariera piłkarska

### Kariera klubowa
Wychowanka klubu Łehenda-Czeksył Czernihów, w którym rozpoczęła karierę piłkarską. W 2007 podpisała kontrakt z rosyjskim klubem Zwiezda-2005 Perm.

### Kariera reprezentacyjna
W reprezentacji Ukrainy zadebiutowała 27 marca 2004 w meczu przeciwko Polsce.

## Sukcesy i odznaczenia

### Sukcesy klubowe
- mistrz Ukrainy: 2000, 2001, 2002, 2005
- wicemistrz Ukrainy: 2003, 2004, 2006
- mistrz Rosji: 2007, 2008, 2009
- zdobywca Pucharu Ukrainy: 2002
- finalista Pucharu Ukrainy: 2003, 2006
- zdobywca Pucharu Rosji: 2007
- finalista Pucharu Rosji: 2008, 2009

### Sukcesy reprezentacyjne
- uczestniczka Mistrzostw Europy w Piłce Nożnej Kobiet 2009.